# Stewart (Ohio)
Stewart es un lugar designado por el censo ubicado en el condado de Athens en el estado estadounidense de Ohio. En el Censo de 2010 tenía una población de 247 habitantes y una densidad poblacional de 322,19 personas por km².

## Geografía
Stewart se encuentra ubicado en las coordenadas 39°18′29″N 81°53′51″O / 39.30806, -81.89750. Según la Oficina del Censo de los Estados Unidos, Stewart tiene una superficie total de 0.77 km², de la cual 0.77 km² corresponden a tierra firme y (0%) 0 km² es agua.

## Demografía
Según el censo de 2010, había 247 personas residiendo en Stewart. La densidad de población era de 322,19 hab./km². De los 247 habitantes, Stewart estaba compuesto por el 97.17% blancos, el 0.81% eran afroamericanos, el 0.81% eran amerindios, el 0% eran asiáticos, el 0% eran isleños del Pacífico, el 0% eran de otras razas y el 1.21% pertenecían a dos o más razas. Del total de la población el 0% eran hispanos o latinos de cualquier raza.